# レジェンド松下
レジェンド松下（レジェンドまつした、本名：松下 周平〈まつした しゅうへい〉、1979年8月3日 - ）は、神奈川県横浜市栄区出身の実演販売士。株式会社あんきいず代表取締役社長。

## 人物・来歴
- 横浜市立野七里小学校[3]、横浜市立庄戸中学校[3]、神奈川県立横浜日野高等学校（現・神奈川県立横浜南陵高等学校）[3]、法政大学経済学部経済学科卒業[3]。
- 株式会社あんきいず 代表取締役社長[4]
- 身長172cm、体重90kg。（2025年4月10日放送の「ノンストップ!」内の「いいものプレミアム」の「ムテキインソール」の紹介で体重が94kgになっていることを公表。）既婚。[2][4]
- 学生時代に地元横浜のベイスターズファンだったことから、横浜スタジアムで売り子を始める。花形のビールではなくコーヒーの売り子であったため、どうやったら売れるかを模索し、選手の応援歌を手書きで配って常連客を作ることで、通常30杯から40杯の売り上げのところを毎回200杯近く販売していた（1998年の優勝時は大洋ホエールズのユニフォームを着た本人が各テレビ局の取材を受けていた）[3]。
- 中学や高校時代には、授業で習った歴史などを瞬時に要約して物語として語るのが得意であった。テスト前にこれを聞きたい友人で人だかりができていた。実演販売の原点はここにあると本人は語っている[3]。
- 横浜日野高校時代に、高校主催のミスター日野というイケメン総選挙において、投票数一位だったが、審議の結果「そんなはずはない。松下には、何かしらの組織票が働いている」という運営側の判断でミスター日野には選ばれなかった。[3]
- 大学卒業後、販売のプロを志して和田守弘に弟子入り。東急ハンズなどの店頭実演販売で調理器具の実演販売で全国を回ったのち、兼ねてからの夢であったテレビショッピングでの販売も開始[5]
- 2022年2月22日株式会社あんきいず（UNKEYS)を立ち上げ、代表取締役社長を務める。自ら商品開発やプロデュースをしながら、実演販売士としてもテレビショッピング、百貨店での実演販売・展示会の司会、講演会の講師などをこなしている。バラエティー番組や情報番組にも積極的に出演。海外のテレビショッピングの出演も多い。[6]
- 学生時代よりサッカー部に所属しており、現在の趣味もサッカー及びフットサル。「基本的に仕事よりサッカーを優先している」と発言している。高校時代、横浜市選抜に選ばれたが、制服の着こなしがだらしないという理由で監督に辞退させられた。[6]
- サッカー好きが講じ、2025年より神奈川サッカー社会人1部リーグ所属『神奈川教員SC』のスポンサーをやっている。
- Def Techのマイクロは法政大学時代の同級生で、大学当時から人気のあったDef Techに嫉妬していたが仲は良かった。[6]
- 太りやすい体質のため、昼飯は食べない置き換えダイエットを3年以上続けて体重をキープしている。2013年より痛風を発症。プリン体の摂取を極力控えているが元々ビールはそんなに飲まず、ハイボールを好む。
- レジェンド松下の名前の由来は諸説あるが、キン肉マン好きが講じ、キン肉マンやテリーマンなどを指すレジェンド超人への憧れから付けたと本人は語っている。
- ジュピターショップチャンネルのカリスマゲスト。[7]
- 日本テレビの第11回と第13回と第14回と第17回行列のできる芸能人通販王決定戦で売上金額第1位になり優勝。優勝数は歴代最多の4回。
- テレビ朝日通1グランプリで売上金額1位で優勝。
- テレビ東京じっくり聞いタロウ通販王決定戦で第１回、第２回ともに売上一位で優勝。[8]
- 2016年2月19日放送の『クレヨンしんちゃん』（『スーパー実演販売士がやってきたぞ』の回）で、春日部のスーパーでレジェンド竹下なる販売員が、まな板を1000枚売って伝説を作ったという、本人をパロディにしたエピソードが使われた[9]
- レジェンド松下LINEスタンプ が発売されたが全く売れていない。[10]
- 著書『話し方より大切な場の空気の説得術』が2017年1月に中国語に翻訳されて発売。[11]
- 本人の1日の最高売上金額は、TV通販において洗剤を2億円記録。（ショップチャンネルにおいて超電水すいすい水を販売）
- 座右の銘は『許す・忘れる・求めない』。レジェンド松下の妻が皿洗いを頼んでも、松下がすぐにやり忘れることから生まれた人間関係を円滑に進めるための格言。
- レジェンド松下本人のSNSとは別にレジェンド松下マネージャーのSNSがあるが、実際にはマネージャーは存在せず、レジェンド松下本人がマネージャーになりすましている。
- 防災士の資格を持っており、キッチン用品や掃除用品だけでなく、防災商品も実演する。

## レジェンド松下プロデュース商品
商品開発や商品名を考えることに定評があり本人プロデュースのヒット商品が多数ある。
- 掃除系

すいすい水、コローリング、パルスイクロス、パルスイクリーナー、ウロコファイナル、スパイダージェル、夢ゲンブラシ、ミルフィーユファイバークロス、レジェンド松下Lブラシ、ゴムポン、
- キッチン系

ストーンバリアフライパン、ストーンバリア包丁、ストーンバリアシャープナー、バウンディングX、ピライサー、ガラスロックバリア、夢ゲンチョッパー、夢ゲンスライサー、夢ゲンピーラー、カットバリア
- 美容系

5セカンズシャイン爪磨き、5セカンズシャインかかと角質削り、洗顔パルスイタオル、ゴムポンつるつる
- その他

クッショブル、エクスパンディオン、三代目直記ペン、夢ゲンフック、夢ゲンcool、Gゼロクッション、Gゼロまくら、Nゼロタオル、マグシルマグハル、幸せなくもらないメガネふき、Gゼロインソール

## 著書
- 『レジェンド松下がホントに使える キッチン・掃除グッズを50個、集めました！』（主婦の友社、2013年12月10日発売）
- 『話し方より大切な場の空気の説得術』（KADOKAWA、2015年6月17日発売）
- 『人の心をつかむ極意』（辰巳出版、2019年11月5日発売）

## 出演

### ラジオ
- 生島ヒロシのおはよう定食（TBSラジオ）
- 伊集院光とらじおと（TBSラジオ）
- TBSラジオショッピング 夏のお買得スペシャル！（TBSラジオ）
- 龍角散 presents のどの窓（TBSラジオ）
- ラジオ深夜便（NHKラジオ）
- ワンダーユーマン（文化放送）
- 空想メディア（TOKYO FM)
- ナイツザラジオショー（ニッポン放送）
- 辛坊治郎ズーム（ニッポン放送）
- 鈴木聖奈LIFE LAB ～○○のおじ様たち～（TBSラジオ）
- 篠田麻里子のGOOD LIFE LAB！（TBSラジオ）
- ナイツのちゃきちゃき大放送（TBSラジオ）
- 生島ヒロシのおはよう一直線（TBSラジオ）
- ふらっと（TBSラジオ）
- ALL GOOD FRIDAY （J-WAVE）
- Hello　world（J-WAVE）
- UNOZERO（文化放送）
- 爆笑問題の日曜サンデー（TBSラジオ）
- 垣花正あなたとハッピー！（ニッポン放送）

### テレビCM
- アイリスオーヤマ（4面フローリングモップ）2009年9月～
- スポーツ振興くじ（totoBIG購入方法実演）2010年～
- ライオン（まめピカ2015年3月〜、2016年3月〜）
- グノシー（ナレーション※金田一少年編、のだめカンタービレ編）2015年8月～
- 阪急交通社（台湾ツアー）2017年8月～
- マネーパートナーズ（マネパカード紹介）2017年10月〜
- ジオストーム（映画予告）2017年12月〜
- au（初スマホ実演販売士編）2019年2月～
- 日清食品（そのまんま麺）2019年5月～
- マルハニチロ（あんかけ焼きそば、あんかけラーメン）2019年10月28日～
- メガネの愛眼（ポコプ）2019年11月～
- 花王（ビオレuキッチンジェルハンドソープ）

### WEB CM
- キン肉マン（コミックス紹介）2017年12月〜
- NIKE（サッカースパイクマーキュリアル紹介）2018年2月15日
- 集英社（ナツコミ2018キャンペーン）2018年7月～
- LEGO（2018クリスマス）2018年11月～
- LINE（Clova Friends販売チャレンジ）2018年12月21日～
- LEVEL5（妖怪三国志～国盗りウォーズ）2019年1月12日～
- アニプレックス（約束のネバーランドDVD）2019年3月22日～
- Y!mobile（シムカード）2019年5月～
- SoftBank（ソフトバンクエアー）2019年9月～
- メガネの愛眼（ポコプ他）2019年11月～
- ニトリ（家具）2019年12月～
- Y!mobile（学割キャンペーン）2020年2月～
- サントリー（神泡サーバー）2020年3月～
- YouTube 神奈川県警察防犯チャンネル（迷惑電話防止機能付き電話機）2020年9月18日[13]
- 敷島パン（超熟イングリッシュマフィン）2020年10月～
- エスビー食品（予約でいっぱいの店シリーズ）2021年
- 全日本葬儀連盟
- スタディスト（Teachme Biz ）
- シャルマン（ダブルルーペ）
- 花王（オートディスペンサー）
- パナソニック（DIGA）
- Johnson（トイレスタンプ）
- サントリー（ミネル）
- HP（ドラゴンフライシリーズ）
- 雪印メグミルク（ガセリ菌ヨーグルト）
- 大木製薬（リュウバン）
- アンファー（スカルプD）
- しまむら（寝具）
- フォトシンス（アケルン）
- キャノン（PICK）
- ノートン
- メディコムジャパン（手袋、マスク）
- ドンキホーテ（情熱価格シリーズ）

## 外部サイト
- レジェンド松下の実演販売伝説 - アメーバブログ
- レジェンド松下の勝手にプレゼン伝説 - YouTubeチャンネル
- プロフィール[リンク切れ]
- 実演販売士協会[リンク切れ]（2015年1月コパ・コーポレーションに統合）
- ショップチャンネルカリスマゲストの部屋[リンク切れ]
- レジェンド松下[リンク切れ] - Twitter